# 327e régiment d'infanterie (France)
Le 327e régiment d'infanterie (327e RI) est un régiment d'infanterie de l'Armée de terre française constitué en 1914 avec les bataillons de réserve du 127e régiment d'infanterie.
À la mobilisation, chaque régiment d'active créé un régiment de réserve dont le numéro est le sien plus 200. 

## Création et différentes dénominations
- Août 1914 : création du 327e régiment d'infanterie issue du 127e régiment d'infanterie, à Valenciennes.

## Chefs de corps
- 1914 : lieutenant-colonel Verzat.

## Historique des garnisons, combats et batailles du327eRI

### Première Guerre mondiale

#### Affectations
- 51e division d'infanterie d'août 1914 à novembre 1916
- 162e division d'infanterie de novembre 1916 à novembre 1918

#### 1914
- 5 septembre : première bataille de la Marne, bataille du Marais de Saint-Gond.

- Le 7 septembre 1914, 7 soldats du 327e sont condamnés pour avoir abandonné leurs postes[1], et sur l'ordre du général de brigade René Boutegourd, sans mener d'enquête véritable[2], sont exécutés : Barbieux, Clément (décédé le 9 septembre "de ses blessures"), Caffiaux, Désiré Hubert (réhabilité 12 ans plus et inscrit au monument aux morts de la commune de Trith-Saint-Léger (Nord)), Delsarte, Dufour et Waterlot. Ce dernier sort indemne de la fusillade et meurt sur le front le 10/06/1915[3]. L’affaire dite « des fusillés du 327e » a fait l’objet d’une campagne de réhabilitation très importante de la Ligue des droits de l’Homme mais qui n’a pas abouti[4].

#### 1916
- 6 septembre : vers Vermandovillers et Chaulnes[5].

#### 1917
16 avril 1917 : Le Chemin des Dames
Progression d’abord rapide et brillante, le 1er CA aborde le plateau et se déploie vers ses objectifs. Il emporte le moulin de Vauclerc, déborde Craonne, mais sans pouvoir
y pénétrer. Il entre dans le bois de Chevreux, et enlève un système de tranchées à droite.
Mais alors les mitrailleuses se démasquent de toutes parts : du côté d’Hurtebise, au bois qui flanque le rebord nord du plateau, à droite, ce sont les casemates du plateau de
Californie devant Corbény qui tirent rageusement. Notre glorieuse infanterie patauge dans la boue, glisse sur les pentes, les averses de pluie, de neige et les bourrasques rendent
son avance épuisante, les hommes sont trop lourdement chargés (sacs, munitions, musettes, et même instruments de musique, pour jouer à l’arrivée).
La 162e division subit les pertes les plus sérieuses. Les tirs croisés des mitrailleuses allemandes sèment la mort.
L'adjudant chef Charles Charlet meurt à la tranchée Von Luttwitz, à la tête de la 5e Cie
de mitrailleuses, en essayant de repérer aux jumelles une mitrailleuse ennemie.

#### 1918
- 26 novembre : à Colmar.

#### 1919
- 7 janvier : à Mayence.
- 11 janvier : à Oestrich-Winkel.
- 25 février : le régiment est dissout.

## Drapeau
Son drapeau porte les inscriptions:
- Saint-Gond 1914
- Verdun 1916
- La Somme 1916
- L'Ailette 1918

Fourragère aux couleurs de la Croix de guerre 1914-1918 décernée le 28 septembre 1918

## Personnages célèbres ayant servi au327eRI
Roger Langbehn, artiste plasticien né à Paris le 19 mars 1892 et tombé à Montdidier (Somme) le 22 avril 1918. Roger Langbehn a étudié à l'Académie des beaux-arts de Bruxelles et au lycée français de Bruxelles. Une exposition de ses œuvres de guerre a été organisée, à Bruxelles, en 1920, par la mère de Roger Langbehn. Le produit de la vente de ces dessins a permis de créer le prix Roger-Langbehn décerné encore aujourd'hui à l'Académie des beaux-arts de Bruxelles[réf. souhaitée].

### Sources et bibliographie
1. ↑  http://pages14-18.mesdiscussions.net/pages1418/qui-cherche-quoi/fusilles-327-sujet_7577_1.htm
2. ↑  « 59.desirehubert », sur stleger.info (consulté le 8 novembre 2023).
3. ↑  Odette Hardy-Hémery, Fusillé vivant, Paris, Gallimard, coll. « Témoins », 2012, 284 p. (ISBN 978-2-07-013811-1, OCLC 820393375)
4. ↑  Nicolas Veysset, Fusillés de la grande guerre. Campagne de réhabilitation de la Ligue des droits de l’Homme 1914-1934.
5. ↑  Charlet Frédéric - mémoire familiale
6. ↑  Service historique de la Défense, décision No 12350/SGA/DPMA/SHD/DAT du 14 septembre 2007